# Паранаиба
Паранаиба (порт. Paranaíba) — муниципалитет в Бразилии, входит в штат Мату-Гросу-ду-Сул. Составная часть мезорегиона Восток штата Мату-Гроссу-ду-Сул. Находится в составе крупной городской агломерации. Входит в экономико-статистический микрорегион Паранаиба. Население составляет 38 692 человека на 2007 год. Занимает площадь 5402,778 км². Плотность населения — 7,16 чел./км².
Праздник города — 4 июля.

## История
Город основан 19 апреля 1838 года.

## Статистика
- Валовой внутренний продукт на 2005 год составляет 332 839 000,00 реалов (данные: Бразильский институт географии и статистики).
- Валовой внутренний продукт на душу населения на 2005 год составляет 8443,00 реала (данные: Бразильский институт географии и статистики).
- Индекс развития человеческого потенциала на 2000 год составляет 0,772 (данные: Программа развития ООН).

## География
Климат местности: тропический.